# Sheridan Township (comté de Daviess, Missouri)
Sheridan Township est un township du comté de Daviess dans le Missouri, aux États-Unis,.
Le township est fondé en 1869 et baptisé en référence à Philip Sheridan, un militaire lors de la guerre de Sécession.

## Source de la traduction
- (en) Cet article est partiellement ou en totalité issu de l’article de Wikipédia en anglais intitulé « Sheridan Township, Daviess County, Missouri » (voir la liste des auteurs).